# Tijgerstaartrog
De tijgerstaartrog (Leucoraja compagnoi) is een vissensoort uit de familie van de Rajidae. De wetenschappelijke naam van de soort is voor het eerst geldig gepubliceerd in 1995 door Stehmann.